# Richard Braak
Richard Braak (* 11. Dezember 1938 in Hamburg) ist ein deutscher Politiker (Pro DM).
Braak ist seit 1977 in zweiter Ehe verheiratet. Er hat zwei erwachsene Kinder aus erster und ein erwachsenes Kind aus zweiter Ehe. Braak besuchte die Schule bis zur 9. Klasse. Anschließend absolvierte er eine Ausbildung bei der Deutschen Bundesbahn. Zuletzt war er kaufmännischer Angestellter im Gebäudeservice.
Braak war von Oktober 2001 bis März 2004 Mitglied der Bürgerschaft der Freien und Hansestadt Hamburg. Bis Dezember 2003 nahm er das Mandat für die Partei Rechtsstaatlicher Offensive wahr. Er trat zu diesem Zeitpunkt mit fünf weiteren Abgeordneten aus der Partei und der Fraktion aus und war fortan Mitglied der Partei Pro DM. Als Bürgerschaftsabgeordneter war er Mitglied des Umwelt-, des Haushalts-, des Eingaben- und zum Ende der Legislatur Vorsitzender des Europaausschusses.
| Personendaten    | Personendaten                      |
| ---------------- | ---------------------------------- |
| NAME             | Braak, Richard                     |
| KURZBESCHREIBUNG | deutscher Politiker (Pro DM), MdHB |
| GEBURTSDATUM     | 11. Dezember 1938                  |
| GEBURTSORT       | Hamburg                            |